# María Elena Velasco
María Elena Velasco Fragoso (Puebla de Zaragoza, 17 de diciembre de 1940-Ciudad de México, 1 de mayo de 2015), fue una actriz, comediante, cantautora y bailarina mexicana. Fue popularmente conocida por crear y representar a La India María, un personaje cómico basado en las mujeres indígenas mexicanas.
En 1962, Velasco empezó a ganar popularidad tras sus participaciones en el Teatro Blanquita, lo que la llevó a su primer papel en cine en Los derechos de los hijos (1963). En 1964, creó el personaje cómico de Elena María y alcanzó el éxito al interpretar a una mujer indígena llamada María bajo la dirección de Fernando Cortés. En 1968, fue acreditada como «María Elena Velasco 'La India María'» en el wéstern El bastardo.
En 1969, debutó como La India María en el programa Siempre en domingo junto a Raúl Velasco. Su primera película con este rol, Tonta, tonta, pero no tanto (1972), fue dirigida por Cortés, quien la dirigió en varias otras. El éxito de la película originó una serie de comedias mexicanas incluyendo Okey, Míster Pancho (1981), Ni Chana, ni Juana (1984) y Las delicias del poder (1998). Velasco ganó un premio Diosa de Plata en 1982 y debutó como directora de cine en 1983 con El coyote emplumado. También participó y protagonizó la serie de televisión ¡Ay María qué puntería! (1998).

## Biografía

### Primeros años
María Elena Velasco Fragoso nació el 17 de diciembre de 1940 en Puebla de Zaragoza, hija de Tomás Velasco Saavedra, mecánico ferroviario, y María Elena Fragoso Peón. Tuvo tres hermanos, Gloria, Tomás y Susana Velasco, con quien inició su carrera. Tras la muerte de su padre, la familia se trasladó a la Ciudad de México, donde trabajó como bailarina en el Teatro Tívoli. Posteriormente, se convirtió en una de las coristas en el Teatro Blanquita, donde también participó en sketches protagonizados por comediantes como José Jasso y Óscar Ortiz de Pinedo, entre otros.

## Carrera

### Incursión actoral
En 1962, su popularidad en el Teatro Blanquita atrajo la atención del productor Miguel Morayta, quien la eligió para su primer papel cinematográfico en el drama Los derechos de los hijos (1963), protagonizado por Elvira Quintana y Carlos Agostí. Juan Bustillo Oro le dio el pequeño papel de Petra, una criada, en México de mis recuerdos (1963). En 1964, comenzó a incluir material cómico a sus apariciones en sketches y, mientras tanto, interpretó sirvientas en programas de televisión. Pronto desarrolló un personaje de comedia llamado Elena María, una mujer rural mexicana. Su gran éxito llegó cuando el director Fernando Cortés le recomendó interpretar a una mujer indígena llamada «María» en una de las escenas.El personaje estaba vestido con un atuendo tradicional que consistía en cabello tradicionalmente trenzado y con cintas, blusas y faldas nativas coloridas. En un esfuerzo por hacer más auténtica su interpretación, observó los gestos y manierismos de las mujeres indígenas; su propia madre confeccionó vestidos para el personaje. 

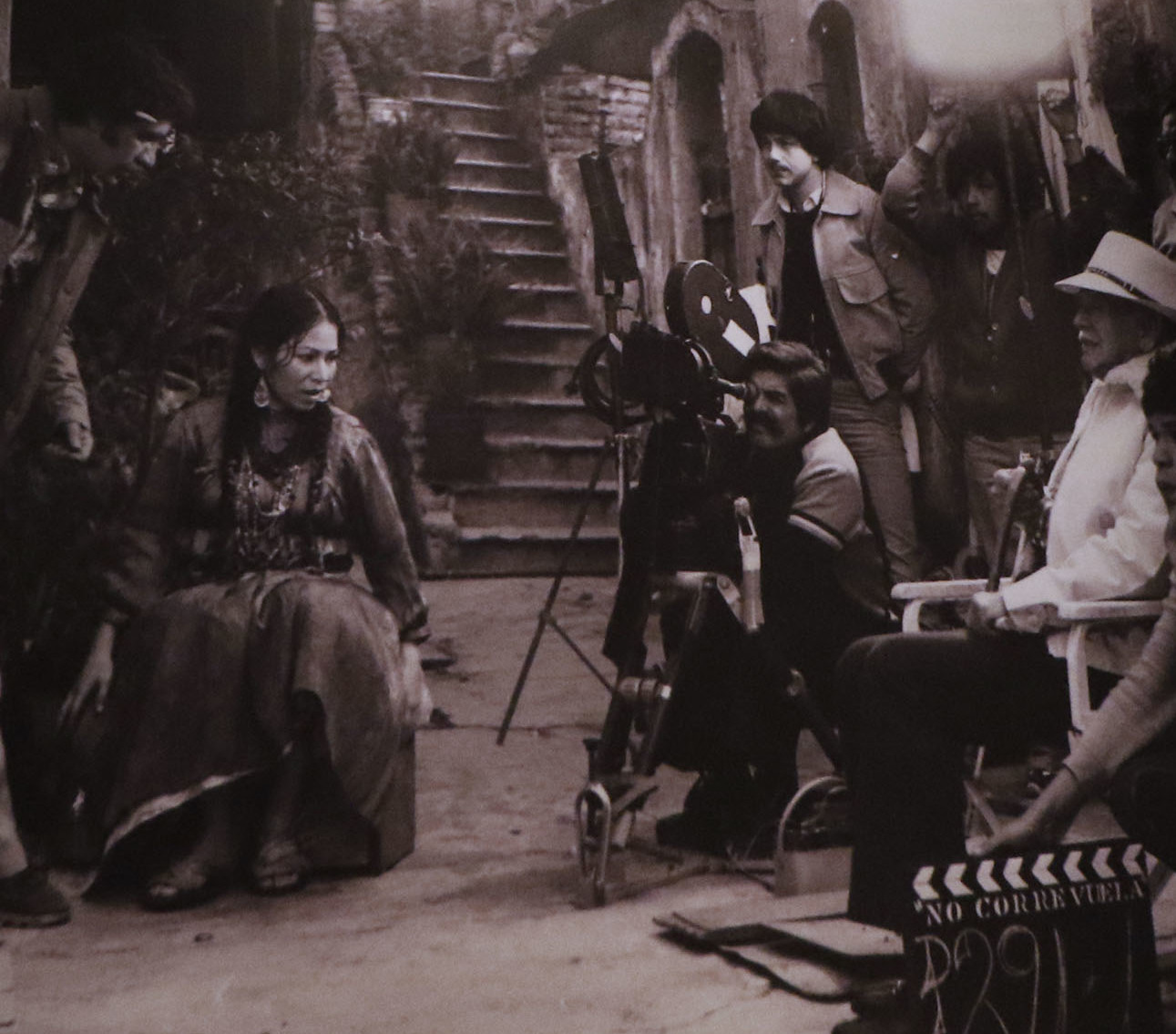
María Elena Velasco filmando ¡El que no corre... vuela! (1982).

Posteriormente apareció en el wéstern El bastardo (1968), donde fue acreditada por primera vez como «María Elena Velasco 'La India María'». En 1969, Velasco apareció con dicho personaje en un segmento cómico del programa semanal Siempre en domingo, conducido por Raúl Velasco. El segmento rápidamente se convirtió en un éxito y protagonizó otros programas de televisión. Su primera película sobre La India María, Tonta, tonta, pero no tanto (1972), fue dirigida por Fernando Cortés; En total, Cortés dirigió ocho películas de La India María hasta su muerte en 1979. El enorme éxito de la película dio origen a una serie de comedias de bajo presupuesto que se convirtieron en un pilar de las salas de cine mexicanas. Velasco ganó un premio Diosa de Plata a la Mejor Actuación Cómica por ¡El que no corre... vuela! (1982). Hizo su debut como directora en El coyote emplumado (1983). También protagonizó la serie de televisión Ay María, qué puntería (1998). Además interpretó otros papeles al lado de actores como Eulalio González en Ruletero a toda marcha (1962) y El rey del tomate (1963); Enrique Lucero en El revólver sangriento (1964) y Fernando Soto «Mantequilla» en Los derechos de los hijos (1963). Su última película fue La hija de Moctezuma estrenada en 2014. Antes de eso, estuvo ausente del cine y de la televisión por unos 15 años.

## Vida personal
A principios de la década de 1960, Velasco conoció al actor y coreógrafo mexicano de origen ruso Julián de Meriche (nacido Vladimir Lipkies Chazan) en el Teatro Blanquita. Se casaron y tuvieron dos hijos, el productor-director Iván Lipkies y la actriz, guionista y productora Ivette Eugenia Lipkies, también conocida como Goretti Lipkies. Ella dijo después: «Mi marido valía oro, no voy a mentir y decir que era el hombre perfecto, pero era el amor de mi vida». También tuvo una hija con Raúl Velasco llamada Marina Velasco, quien fue dada en adopción y se mantuvo en secreto.

## Muerte
Su muerte fue anunciada vía Twitter por el Instituto Mexicano de Cinematografía, el 1 de mayo del 2015 a los 74 años, la causa de su muerte no se hizo pública, pero se supo que padecía cáncer de estómago.

## Filmografía

### Cine
| Año  | Películas                    | Personaje                                | Director                  | Ref.   |
| ---- | ---------------------------- | ---------------------------------------- | ------------------------- | ------ |
| 1962 | Ruletero a toda marcha       | Enfermera (sin acreditar)                | Rafael Baledón            | [ 19 ] |
| 1962 | Cascabelito                  | Bailarina (sin acreditar)                | Jaime Salvador            | [ 20 ] |
| 1963 | El rey del tomate            | Clienta de Librado (sin acreditar)       | Miguel M. Delgado         | [ 21 ] |
| 1963 | México de mis recuerdos      | Petra                                    | Juan Bustillo Oro         | [ 22 ] |
| 1963 | Los derechos de los hijos    | María                                    | Miguel Morayta Martínez   | [ 23 ] |
| 1964 | El revólver sangriento       | Esposa de Pedro                          | Miguel M. Delgado         | [ 24 ] |
| 1967 | Los tres mosqueteros de Dios | Chica en Club infierno (sin acreditar)   | Miguel Morayta Martínez   | [ 25 ] |
| 1968 | El bastardo                  | La India María                           | Arturo Martínez           |        |
| 1972 | Tonta tonta pero no tanto    | La India María                           | Fernando Cortés           | [ 26 ] |
| 1973 | Pobre, pero honrada          | La India María                           | Fernando Cortés           | [ 27 ] |
| 1974 | La madrecita                 | Sor María                                | Fernando Cortés           | [ 28 ] |
| 1975 | La presidenta municipal      | María Nicolasa Cruz                      | Fernando Cortés           | [ 29 ] |
| 1976 | El miedo no anda en burro    | María                                    | Fernando Cortés           | [ 30 ] |
| 1977 | Sor Tequila                  | Sor Tequila                              | Rogelio A. González       | [ 31 ] |
| 1978 | Duro pero seguro             | La India María                           | Fernando Cortés           | [ 32 ] |
| 1979 | La comadrita                 | María Nicolasa                           | Fernando Cortés           | [ 33 ] |
| 1981 | Okey, Míster Pancho          | La India María                           | Gilberto Martínez Solares | [ 34 ] |
| 1982 | ¡El que no corre... vuela!   | María Nicolasa                           | Gilberto Martínez Solares | [ 35 ] |
| 1983 | El coyote emplumado          | María                                    | María Elena Velasco       | [ 36 ] |
| 1984 | Ni Chana, ni Juana           | Juana Cruz Emilia «Chana»                | María Elena Velasco.      | [ 37 ] |
| 1987 | Ni de aquí, ni de allá       | La India María                           | María Elena Velasco       | [ 38 ] |
| 1993 | Se equivocó la cigüeña       | La India María                           | María Elena Velasco       | [ 39 ] |
| 1998 | Las delicias del poder       | La India María Presidenta Lorena Barriga | Iván Lipkies              | [ 40 ] |
| 2004 | Huapango                     | Maestra de baile                         | Iván Lipkies              | [ 41 ] |
| 2014 | La hija de Moctezuma         | La India María                           | Iván Lipkies              | [ 42 ] |

### Televisión
| Año  | Programa                     | Personaje           | Notas          | Ref.   |
| ---- | ---------------------------- | ------------------- | -------------- | ------ |
| 1997 | ¡Ay María qué puntería!      | La India María      | Protagonista   | [ 43 ] |
| 1998 | Papá soltero                 | La India María      | Un episodio    | [ 44 ] |
| 2003 | La hora pico                 | La India María      | Doble episodio | [ 45 ] |
| 2004 | Mujer, casos de la vida real | La India María      | Un episodio    | [ 46 ] |
| 2004 | La familia P. Luche          | La India María      | Un episodio    | [ 47 ] |
| 2013 | Corazón indomable            | María Nicolasa Cruz | Recurrente     | [ 48 ] |